# موریس هله
موریس هَلِه یا موریس هَلی (Morris Halle؛ تلفظ نام خانوادگی: ‎/ˈhæli/‎؛ زادهٔ ۲۳ ژوئیهٔ ۱۹۲۳ - درگذشتهٔ ۲ آوریل ۲۰۱۸) زبان‌شناس لتونیایی-آمریکایی بود. او استاد ممتاز مؤسسهٔ فناوری ماساچوست بود. هله در سال ۱۹۶۸، به همراه نوآم چامسکی، کتاب الگوی آوایی زبان انگلیسی را نوشت که یک اثر کلاسیک در زمینهٔ واج‌شناسی محسوب می‌شود.